# Coruja-baia-oriental
A Coruja-baia-oriental (Phodilus badius) é um tipo de coruja da família phodilus, as vezes classificada como um tipo de coruja-das-torres. São completamente noctívagos, e podem ser encontradas em vários lugares do sudeste asiático. Ela possui também várias subespécies.